# Aspidosiphon zinni
Aspidosiphon zinni är en stjärnmaskart som beskrevs av E. Cutler 1969. Aspidosiphon zinni ingår i släktet Aspidosiphon och familjen Aspidosiphonidae. Inga underarter finns listade i Catalogue of Life.